# Eric Ives
Pour les articles homonymes, voir Ives.
Eric William Ives, né le 12 juillet 1931 dans l'Essex et mort le 25 septembre 2012, est un historien britannique expert de la période Tudor (1485 - 1603).

## Biographie
Ives est particulièrement remarqué pour son travail sur la vie d'Anne Boleyn, la deuxième épouse du roi Henri VIII, sur laquelle il commence des recherches vers 1979 pour les terminer par une biographie publiée en 1986.
Il écrit également abondamment sur l'histoire du droit, le développement de l'instruction moderne, la politique d'Henri VIII et la vie de divers courtisans de l'époque, en particulier le Gallois William Bereton, qui est condamné à mort en 1536 sur l'accusation invraisemblable d'être l'un des amants d'Anne Boleyn.
Ses thèses le conduisent à une controverse féroce avec l'historienne américaine Retha Warnicke (en), qui publiera The Rise and Fall of Anne Boleyn en 1989, contredisant les découvertes d'Ives.
En 2004, Ives publie une édition revue et augmentée de sa biographie d'Anne Boleyn sous le nouveau titre de The Life and Death of Anne Boleyn. The Most Happy.
Il est ensuite professeur émérite de la faculté d'histoire de université de Birmingham. En 2000, l'université de Birmingham publie The First Civic University: Birmingham, 1880-1980 - An Introductory History, qu'il dirige avec Diane K. Drummond et Leonard Schwarz.
En 2001, il reçoit le prestigieux Ordre de l'Empire britannique des mains de la reine Élisabeth II en reconnaissance de son travail d'historien.

## Publications
- (en) Eric Ives, The Life and Death of Anne Boleyn, Blackwell Publishing, 2004,  (ISBN 0-631-23479-9)